# Quercus griffithii
Quercus griffithii és una espècie de roure que pertany a la família de les fagàcies i està dins de la secció dels roures blancs, que són els roures blancs d'Europa, Àsia i Amèrica del Nord.

## Descripció
Quercus griffithii és un arbre caducifoli que pot arribar a fer 25 m d'alçada. Les branquetes són de color gris groguenc, són piloses o pubescents i glabrescents. El pecíol fa entre 0,5 a 1 cm, amb pèls grocs i grisosos. El limbe foliar és obovada a obovada-el·líptica, de 10-20 (-30) × 4-10 cm, la part inferior de la fulla és densa amb pèls estellats grisencs, de vegades glabres, la base és arrodonida a estretament cuneada i el marge de la fulla és serrat. L'àpex és poc acuminat a acuminat, el nervi mitjà de la part inferior de la fulla té pèls llargs simples, tenen entre 12 a 18 nervis secundaris a cada costat del nervi mitjà i els nervis terciaris de la part inferior de la fulla són conspicus. Les inflorescències femenines són axil·lars en brots joves i en cúpules solitàries o en fascicles de 2 o 3. La cúpula és cupular i fa entre 1,2 a 1,5 cm de diàmetre, que tanca entre 1/3 i la meitat de la gla i les seves bràctees són estretament ovades-triangulars. Les glans són elipsoides a ovoides-el·lipsoides, 1,5-2 × 0,8-1,2 cm i cada gla té una cicatriu d'uns 6 mm de diàmetre, lleugerament aixecat; l'estilopodi fa 1 mm de diàmetre. Les glans fructifiquen entre els mesos de setembre i octubre.

## Distribució i hàbitat
Quercus griffithii creix a l'est de l'Himàlaia, el Tibet, el centre-sud i el sud-est de la Xina, Assam, Myanmar, Tailàndia, Laos i Vietnam, en boscos mesofítics mixtos entre els 700 i 2800 m.
Algunes autoritats consideren que podria ser un sinònim de Quercus aliena var. "acutiserrata".
És una espècie d'importància local de llenya i farratge.

## Taxonomia
Quercus griffithii va ser descrita per Joseph Dalton Hooker i Thomas Thomson ex-Friedrich Anton Wilhelm Miquel i publicat a Annales Musei Botanici Lugduno-Batavi 1: 104, a l'any 1863.
Etimologia
Quercus: Nom genèric del llatí que designava igualment al roure i a l'alzina.
griffithii: epítet atorgat en honor del botànic anglès William Griffith qui va treballar a l'Índia i països adjacents recol·lectant plantes.
Sinonímia
- Quercus aliena subsp. 00griffithii (Hook. f. & Thomson ex Miq.) Phengklai
- Quercus aliena var. griffithii (Hook. f. & Thomson ex Miq.) Schottky